# Hiltrud von Spiegel
Hiltrud von Spiegel (* 6. Mai 1951 in Korbach; † 22. September 2019 in Preußisch Oldendorf-Engershausen, geborene Hiltrud Brocke) war eine deutsche Erzieherin, Sozialarbeiterin, Erziehungswissenschaftlerin und Professorin der Sozialpädagogik an der Fachhochschule Münster.

## Leben und Wirken
Von 1973 bis 1975 arbeitete sie in einem Jugendzentrum in Neuss, von 1975 bis 1978 im Haus der Jugend in Krefeld, zunächst als Erzieherin und später als Sozialarbeiterin. Ab 1979 war sie an der Fachhochschule Bielefeld tätig, leitete dort ab 1981 das Praktikantenamt und war später bis 1997 Fachlehrerin für Sozialpädagogik.
Von Spiegel promovierte zur Dr. phil. in Erziehungswissenschaften zum Thema „Aus Erfahrung lernen: Qualifizierung durch Selbstevaluation“. Im Jahr 1997 wurde von Spiegel als Professorin an die Fachhochschule Münster berufen. Von 1998 bis 2005 war sie Dekanin des Fachbereichs Sozialwesen. In dieser Zeit brachte sie fünf neue Studiengänge auf den Weg, darunter 2004 einen internetgestützten Bachelorstudiengang. Ihr Fachbuch Methodisches Handeln in der Sozialen Arbeit zählt zu den grundlegenden Lehrbüchern der Sozialen Arbeit.
Ihre Arbeitsschwerpunkte waren Theorien der Sozialen Arbeit und Methodisches Handeln in der Sozialen Arbeit.
Von 1989 bis 1997 war sie Vorstandsmitglied im ABA Fachverband Offene Arbeit mit Kindern und Jugendlichen e.V. Der ABA Fachverband ernannte sie am 20. Mai 2020 posthum zum Ehrenmitglied.
Der Sozialpädagoge und Zimmermann Carl-Maria von Spiegel, ihr späterer Ehemann, arbeitete zunächst ebenfalls im Haus der Jugend in Krefeld. Gemeinsam übernahmen sie im Jahr 1979 das Rittergut Groß Engershausen. Sie sanierten das denkmalgeschützte Gelände zusammen mit Handwerker- und Künstlerfamilien, die auf dem Hofgelände wohnten und arbeiteten, und richteten unter anderem eine Holzwerkstatt und später eine Zimmerei dort ein. Sie öffneten das Gut tageweise für die Öffentlichkeit und veranstalteten dort Kammerkonzerte, Musikfestivals und andere Kulturveranstaltungen. Die Neue Westfälische verlieh hierfür 2016 einen „Stern der Woche“ und 2017 einen „Stern des Jahres“.